# Hármasváros

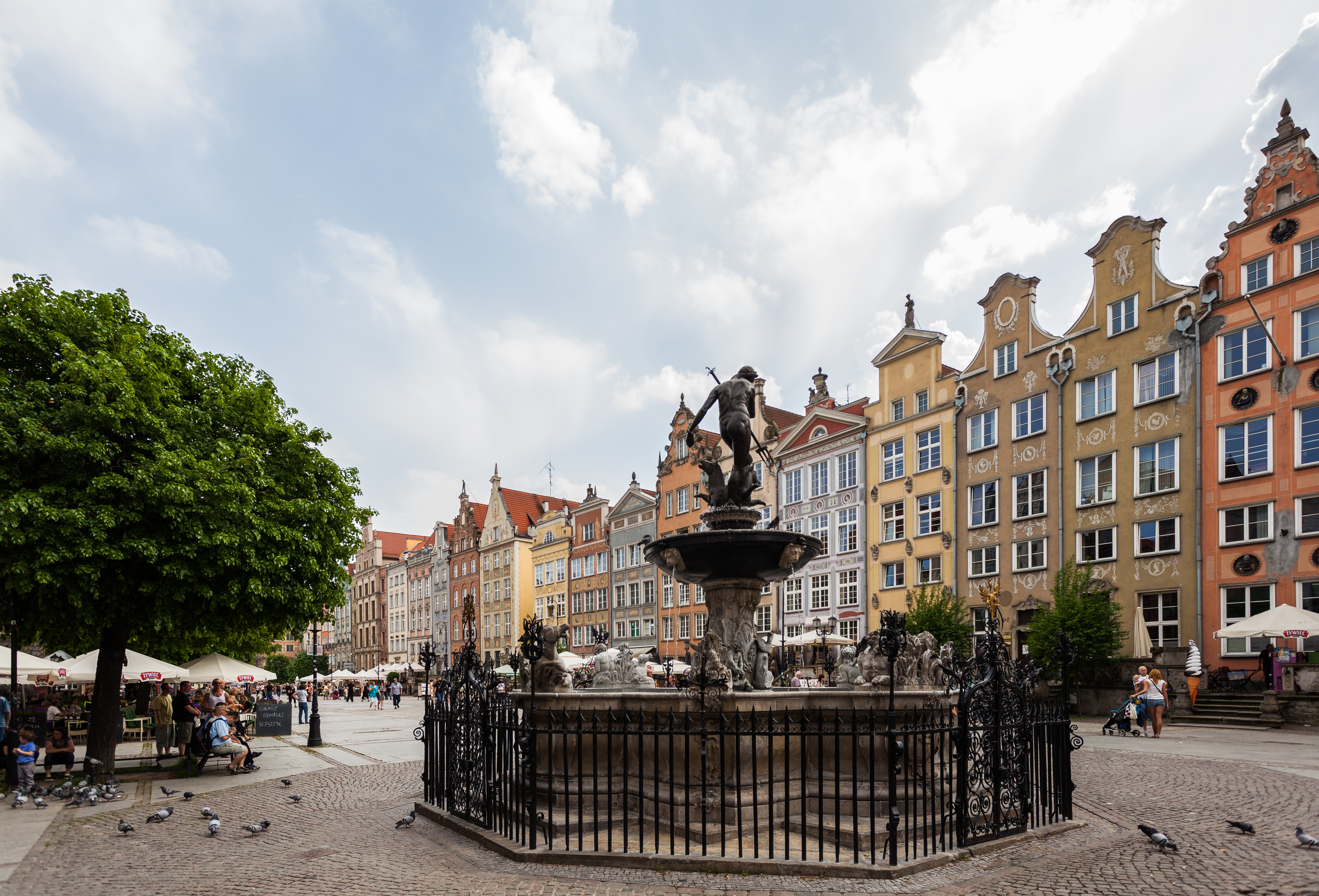
Gdańsk

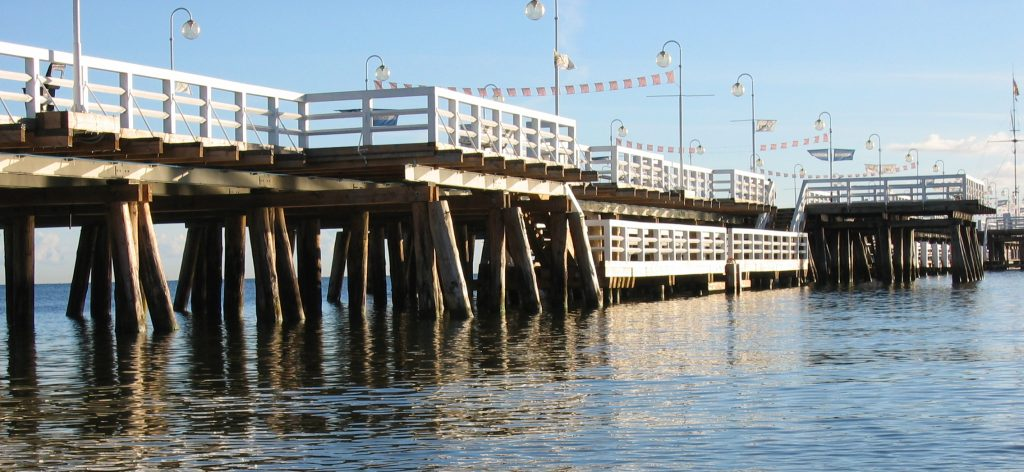
Sopot

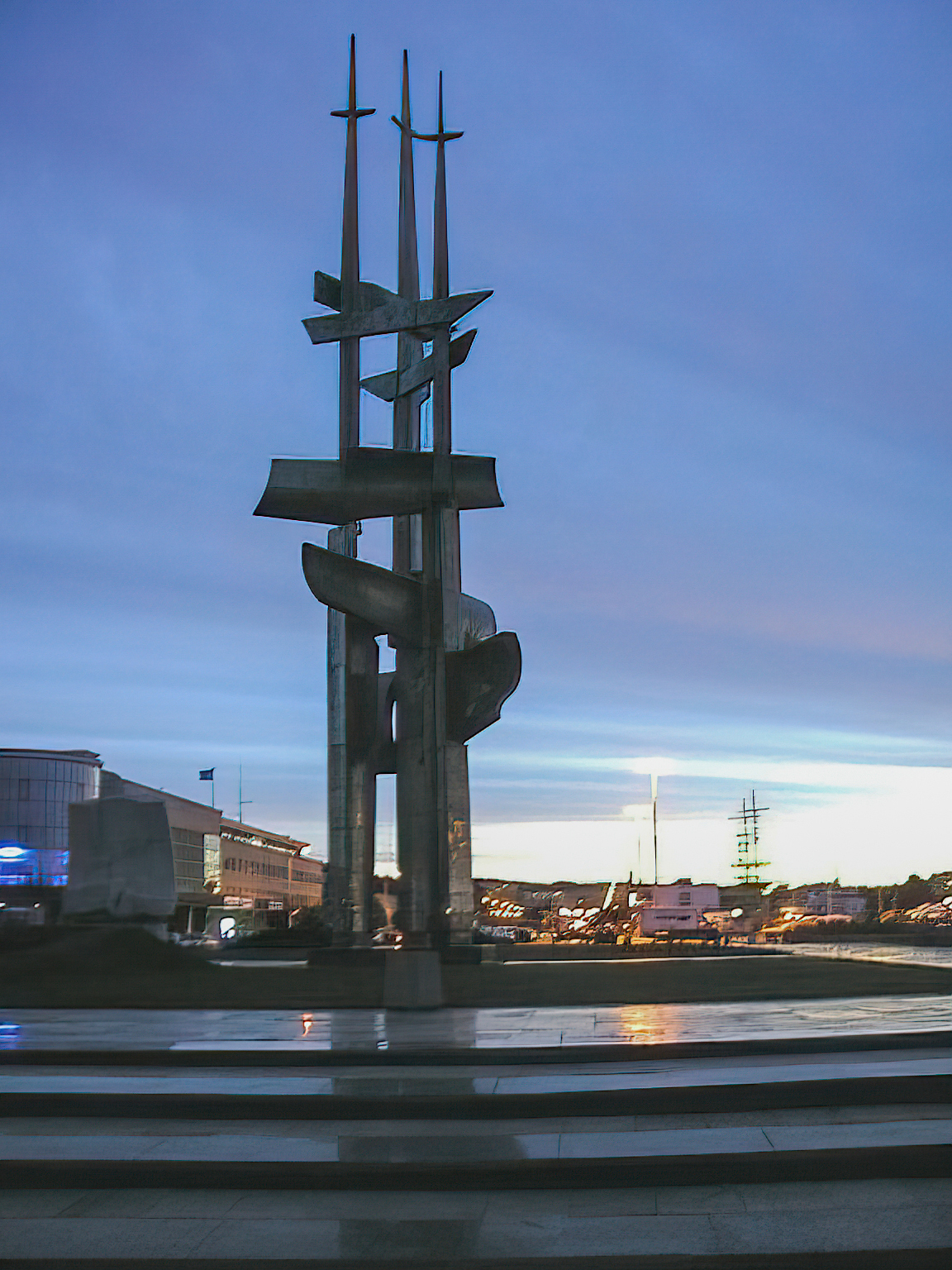
Gdynia

Hármasváros (lengyelül Trójmiasto [trujˈmʲastɔ]) gyakori megnevezése a Lengyelországban Gdańsk, Sopot és Gdynia települések által alkotott városegyüttesnek.

## Fekvése
Az ország északi részén, Pomerániában elhelyezkedő települések a Balti-tenger részét alkotó Gdański-öböl déli partvidékén helyezkednek el. Beépített területeik mára egybefüggővé váltak, több környező kisebb települést is beolvasztva.

## Népesség
A lélekszám változása a három városban (Gdańsk + Gdynia + Sopot)
- 1960: 481 100 lakos (286 900 + 150 200 + 44 000)
- 1970: 604 800 lakos (365 600 + 191 500 + 47 700)
- 1975: 693 800 lakos (421 000 + 221 100 + 51 700)
- 1980: 744 400 lakos (456 700 + 236 400 + 51 300)
- 2004: 754 960 lakos (460 524 + 253 650 + 40 785)

A névadó három városon kívül több kisebb település is a konurbáció részének tekinthető. Ide sorolható Wejherowo, Reda, Rumia, Tczew, Pruszcz Gdański, és több más kisebb település is. A teljes, 1332,5 km²-re kiterjedő terület összlakossága 2004-ben 1 041 066 fő volt.

## Közlekedés
Bár a három város mindegyike önálló, belső közlekedési rendszerrel is rendelkezik, a városok közötti közlekedés is igen fejlett, értve ezalatt mind a vasúti, mind a közúti közlekedést.
A vasúti közlekedést a települések között a városi gyorsvasút  látja el, mely első szakaszának 1951-es átadásakor Tczewtől Gdańskig közlekedett. A rendszer később ki lett terjesztve Sopotig (1953), majd Gdyniáig (1956), illetve Redán, Rumián át Wejherowoig (1957). Az élénk forgalmat jelzi, hogy a két legnagyobb város Gdańsk és Gdynia között a szerelvények 7-8 percenként közlekednek. A közelmúltban felvetődött a hálózat déli irányban történő kiterjesztése is.
A közúti közlekedés legfőbb ütőere a belső autópálya, mely Gdańsk-ból kiindulva Sopoton, Gdynián át Wejherowoig tart, érintve Redát és Rumiát. Az autópálya kiépítése irányonként 2-4 sáv, forgalmát azonban szintbeni jelzőlámpás keresztezések zavarják.
1975-ben kezdődött az építése a Gdańskot részben elkerülő autópálya körgyűrűnek, mely Pruszcz Gdańskiból kiindulva Gdynia Chylonia nevű városrészéig tart. Az autópálya irányonként 2 (egyes szakaszokon 3) sávval rendelkezik, jelenleg is folyik felújítása, a két irányt elválasztó sávok megfelelő kialakításával a balesetveszélyt csökkentve. Az autópálya további szakaszának tervezése Wejherowoig jelenleg is tart.

## Gazdaság
A három város eltérő szerepének köszönhetően a térségben a gazdaság majd minden ága fellelhető, s jól prosperáló. A Hármasváros térségében Lengyelország más vidékeihez képest a magasabb adósávba eső jövedelemmel rendelkező személyek száma jóval magasabb: az országos 10%-os átlaghoz képest a térségben 35% az adózási szempontból közepes vagy magas jövedelműeknek számítók aránya. Ennek megfelelően a legmagasabb adózási sávba esők száma is messze az országos átlag (3%) felett van, Gdańskban 11%, Gdyniában 11% Sopotban pedig 13%.

## Oktatás
A városok gazdasági, kereskedelmi, kulturális fejlettségükön túl a felsőoktatásban is fontos centrumszerepet töltenek be.
- Gdańsk: Egyetemek száma: 14 (2001), Hallgatók száma: 60 436 (2001)
- Gdynia: Egyetemek száma: 7 (2003), Hallgatók száma: 13 362